# Михайлівка (Нижньобурлуцький старостинський округ)
Миха́йлівка —  село в Україні, у Шевченківській селищній громаді Куп’янського району Харківської області. Населення становить 13 осіб. 

## Географія
Село Михайлівка знаходиться на правому березі річки Великий Бурлук, вище за течією примикає село Нижній Бурлук, нижче за течією примикає село Сергіївка (нежиле), на відстані 4 км розташоване село Аркадівка, на протилежному березі - село Смолівка.

## Історія
- 1870 — дата заснування.
- 7 (20) листопада 1917 року, відповідно до.Третього Універсалу Української Центральної Ради, увійшло до складу Української Народної Республіки[1].
- До 2020 орган місцевого самоврядування — Нижньобурлуцька сільська рада.
- 12 червня 2020 року, відповідно до Розпорядження Кабінету Міністрів України № 725-р «Про визначення адміністративних центрів та затвердження територій територіальних громад Харківської області», увійшло до складу Шевченківської селищної територіальної громади[2].
- 19 липня 2020 року, в результаті адміністративно-територіальної реформи та ліквідації Шевченківського району, село увійшло до складу новоутвореного Куп'янського району Харківської області[3].